# Lehseira
Lehsira è un comune del dipartimento di Tijikja, situato nella regione di Tagant in Mauritania. Contava 3.621 abitanti nel censimento della popolazione del 2000 e 2.816 nel 2013.